# Benjamin Burnley
Benjamin Jackson Burnley IV (Atlantic City, New Jersey, 1978. március 10. –) amerikai zenész, főleg a Breaking Benjamin nevű együttes énekes-gitárosaként vált ismertté.

## Élete

### Kezdetek
Benjamin Atlantic Cityben, New Jersey államban született, és a Pennsylvania állambeli Selinsgroveban nőtt fel. 18 évesen kicsapták a középiskolából, majd Wilkes-Barreba költözött, ahol Jonathan Prince basszusgitárossal megalapította a Breaking Benjamint. Benjamin úgy tanult gitározni, hogy a Nirvana Nevermind lemezét hallgatta. Saját állítása szerint a Nirvana volt rá a legnagyobb hatással. Még mielőtt a Breaking Benjaminnal lépett volna fel, egyedül zenélt klubokban.

## Breaking Benjamin
1998-ban Ben Aaron Finkkel, Nick Hooverrel és Chris Lightcappel megalapította a Breaking Benjamint. Ben azonban mást akart, ezért kilépett a csapatból. A zenekar “Strangers With Candy” néven folytatta.
1999-ben Ben megalapította a Plan 9-et,  Jeremy Hummel dobossal és Jason Davoli basszusgitárossal. Az egyik koncerten Ben Breaking Benjaminnak hívta az együttest, így az lett a nevük. Később Mark Klepaski, aki azelőtt a Liferben játszott, felváltottta Jason Davolit, majd Aaron Fink is csatlakozott.